# Chorzowska Spółdzielnia Mieszkaniowa
Chorzowska Spółdzielnia Mieszkaniowa (ChSM) – najstarsza spółdzielnia mieszkaniowa na Górnym Śląsku.

## Historia
Powstała w 1908 roku – historia ChSM zaczęła się w gmachu Hotelu „Hrabia Reden” (dziś Teatr Rozrywki). To tutaj zebrali się urzędnicy państwowych i komunalnych instytucji, a także robotnicy i urzędnicy kopalń i hut, by zdecydować o powstaniu spółdzielni, której nadano nazwę Wohnungsbauverein fur Konigshutte und Umgegend (Spółdzielnia mieszkaniowo-budowlana dla Królewskiej Huty i okolicy). Instytucję, po szeregu starań założono 21 marca 1908 roku w sali „Hotelu Parkowego”. W dniu 16 kwietnia tegoż roku spółdzielnia została sądownie zarejestrowana. Jeszcze w tym samym roku przystąpiono do budowy bloku domowego, znajdującego się przy dzisiejszej ulicy Kordeckiego. Do roku 1916 spółdzielnia wzniosła 5 bloków domowych, na które składało się w sumie 30 domów z 262 mieszkaniami i 5 lokalami handlowymi.
W 1916 roku nastąpił zastój spowodowany wybuchem wojny światowej, inflacją i kryzysem. Przyłączenie miasta do Polski, po powstaniach i plebiscycie, było nie po myśli części niemieckich członków spółdzielni, którzy rozpoczęli agitację zmierzającą do jej likwidacji. Zamiar się nie udał, spółdzielnia przetrwała. Podjęto konsekwentne starania o jej pełne spolonizowanie. 31 maja 1935 roku spółdzielnia stała się członkiem Związku Spółdzielni i Zrzeszeń Pracowniczych Rzeczypospolitej Polskiej, a od 9 marca 1936 roku nosi nazwę Chorzowska Spółdzielnia Mieszkaniowa. Wkrótce po spolonizowaniu spółdzielni rozpoczęto budowę nowego bloku mieszkalnego. W 1938 roku ukazał się pierwszy numer miesięcznika „Wiadomości Spółdzielcze”. Pismo redagował Alojzy Gruszka (przez 25 lat prezes zarządu spółdzielni od jej spolonizowania) wspierany przez Józefa Bednorza. Wydawanie pisma przerwał wybuch II wojny światowej. Wkrótce po wojnie ChSM budowała nowe domy. Szybko jednak nastały trudne lata – brak środków długo nie pozwalał na nowe inwestycje budowlane. Akcję wznowiono uroczyście z okazji 50-lecia Chorzowskiej Spółdzielni Mieszkaniowej, obchodzonego w 1958 roku. W ciągu trzech lat wybudowano 103 nowe mieszkania, w trzech blokach mieszkalnych przy ul. Działkowej. Wkrótce wybudowano tam jeszcze dwa domy, przy dzisiejszej ul. Katowickiej gruntownie wyremontowano budynek z roku 1928.
Przy dużym udziale przyszłych lokatorów, w latach sześćdziesiątych, powstało „Osiedle Młodych” – wybudowano 115 mieszkań w rejonie ul. Krzywej i okolicy.
W roku swego 65-lecia ChSM posiadała 3134 mieszkania. W drugiej połowie lat sześćdziesiątych minionego wieku nastąpiła znaczna intensyfikacja zadań inwestycyjnych. Powstało osiedle przy ul. Kaliny-Czempiela, osiedle Różana-Gałeczki, budynki przy ul. Krzyżowej, Podmiejskiej, Machy-Konarskiego, wybudowano osiedle „Irys”, zmieniono oblicze „Pnioków”. ChSM staje się głównym inwestorem budownictwa mieszkaniowego w mieście, była też najlepszą spółdzielnią w województwie – wielokrotnie nagradzano ją i odznaczano.
W roku swego 75-lecia ChSM, jako pierwsza w ruchu spółdzielczym, otrzymała własny sztandar.
W 1986 roku klucze do własnego mieszkania otrzymał 15-tysięczny lokator.
Na przełomie lat osiemdziesiątych i dziewięćdziesiątych udało się zakończyć rozpoczęte inwestycje przy ul. 11 Listopada, Grunwaldzkiej, Anny, Barbary, Krzyżowej i os. Rodziny Oswaldów. Pod koniec lat dziewięćdziesiątych wybudowano nowoczesne osiedle „Park Róż”.

## Dzisiaj
Chorzowska Spółdzielnia Mieszkaniowa zrzesza ponad 17 tys. członków. Kontrolę i nadzór nad działalnością Spółdzielni sprawuje Rada Nadzorcza.
Bieżącą działalnością statutową i gospodarczą kieruje Zarząd Spółdzielni.